# Rolf Raffé
Rolf Raffé (né le 23 juin 1895 à Munich et mort dans cette ville le 20 février 1978 ) est un réalisateur et scénariste allemand, spécialisé dans les films historiques.

## Filmographie
- 1920 : Das Schweigen am Starnbergersee (it)
- 1921 : Kaiserin Elisabeth von Österreich (it)
- 1928 : Le Destin des Habsbourg (Das Schicksal derer von Habsburg)
- 1936 : Ein verhängnisvolles Geigensolo (court métrage)
- 1953 : Lachkabinett